# Treibherd

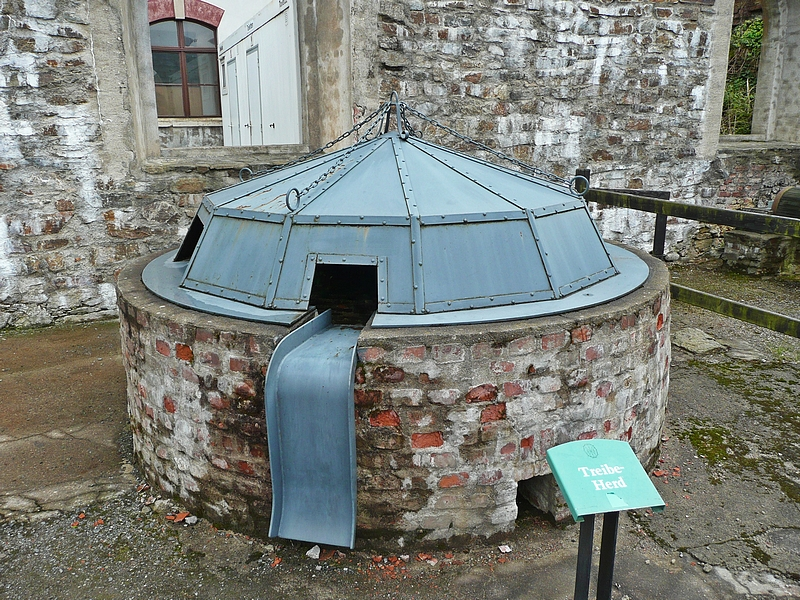
Treibherd zur Trennung von Werkblei und Silber im Zuge des Seigerverfahrens in der Saigerhütte Grünthal

Der Treibherd (auch Treibofen oder Bleiherd) wurde zur Abtrennung von Silber aus Werkblei verwendet. Als Verfahren kam die Kupellation zum Einsatz.

## Konstruktion
Der in Deutschland verwendete Treibherd ist ein Gebläseflammofen mit konkavem Herd. Der Herd ist in mehrere Schichten unterteilt:
- Unten befindet sich eine Schicht aus locker geschichteten Schlacken, der sogenannte Schlackenherd, der auf dem Grundmauerwerk ruht und mit Luft- oder Abzugkanälen durchzogen ist
- In der Mitte befindet sich eine schalenförmige Schicht feuerfester Ziegelsteine, der Ziegel- oder Lehmherd, der mit einer 5 bis 6 Zoll dicken Lage (Treibsohle) von Mergel oder einem Gemisch aus fünf Teilen gepulvertem Kalkstein und einem Teil Ton bedeckt ist. Der angefeuchtete Mergel wird mit einem Herdhammer und einer der Herdkelle ausgeschlagen. In der Mitte der Sohle kann eine Vertiefung (Spur) angebracht werden.
- Der Herd wird von einem Mauerkranz (Hauptkranz) aus großen Bruchsteinen umschlossen. Dieser wird mit einer Ziegeleinfassung umgeben (kleiner Kranz), auf der der Treibhut, eine bewegliche Haube, ruht. Der Hut ist mit Ketten an einem Kran aufgehängt.

Gegenüber der Feuerung befindet sich das Schürloch, eine mit einem eisernen Schieber verschließbare Öffnung. Neben der Feuerung befindet sich in der Sohle eine Öffnung zum Abfließen der Glätte (Glättloch). Englische Treibherde hatten feststehende Hauben und bewegliche Herde.
Ein entsprechend konstruierter Ofen ermöglicht das Schmelzen von Werkblei in einer feuerfesten Pfanne durch darüberstreichende Flammen. Bei ausreichender Temperatur wird Luft durch die Schmelze gepresst. Dabei wird das vorhandene Blei oxidiert und durch den Luftstrom laufend durch eine Öffnung herausgedrückt, bis nur noch metallisches Silber (Blicksilber, gebranntes Silber) zurückbleibt.

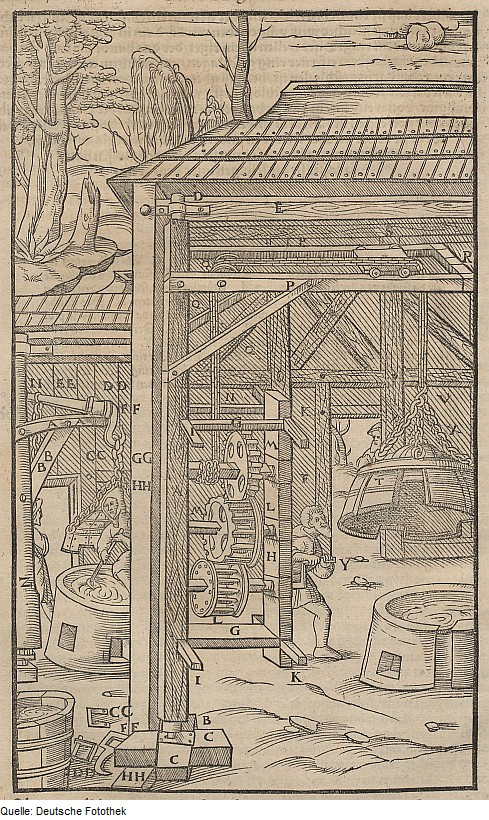
Anlage zum Anheben des Treibhutes
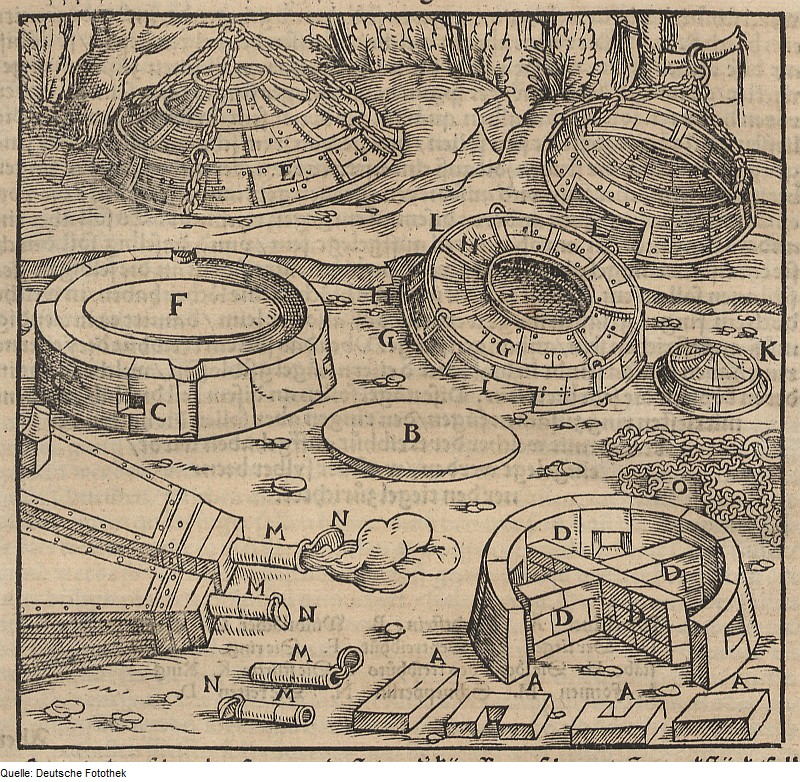
Teile des Treibherdes
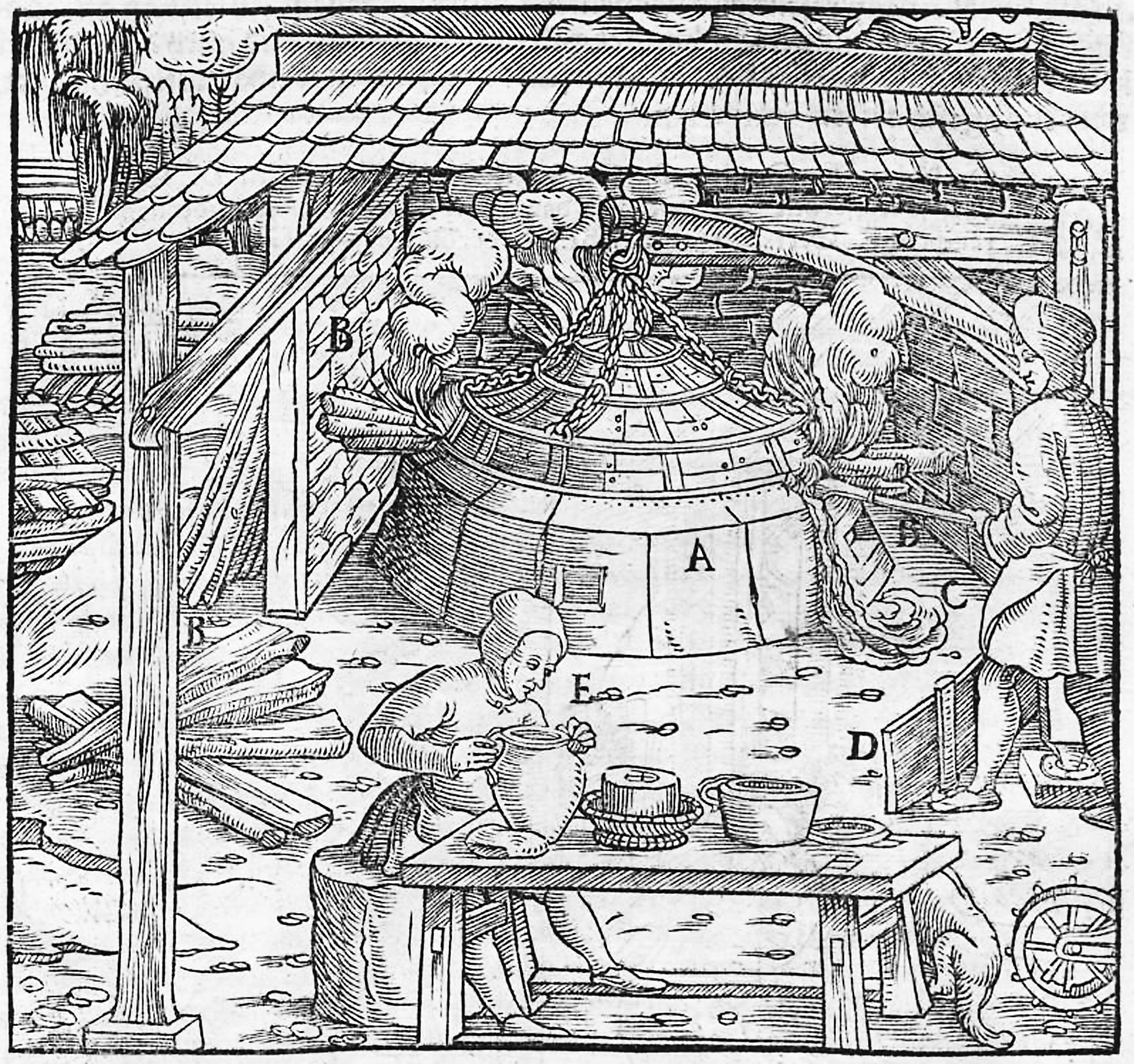
Nutzung des Treibherdes
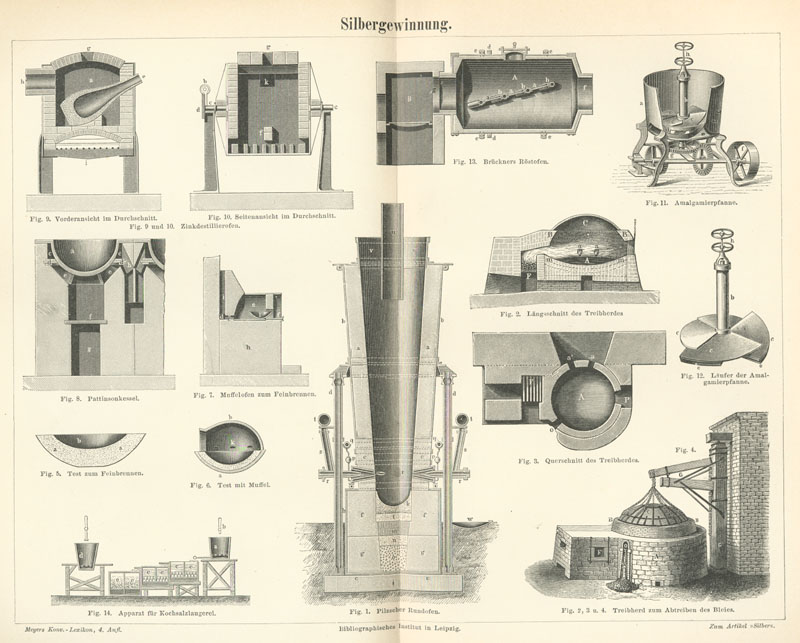
Silbergewinnung aus Meyers Konversations-Lexikon. 4. Auflage. Band 14.

## Vorgang des Abtreibens
Der Herd wird zunächst vorgeheizt und anschließend nach und nach beschickt. Nach dem Weichfeuern (schmelzen bei geringer Hitze ein) wird das zuvor mit Steinen verschlossene Glättloch geöffnet und mit zwei Rinnen (Glättgassen) versehen. Die sich nun bildende schwarze Oxidschicht wird mit eisernen Kratzen entfernt. Sie enthält den größten Teil der Metalle, die sich im Werkblei befanden. Dazu gehören Kupfer, Antimon, Eisen, Zink, Nickel, Arsen und etwas Silber. Die Öffnung wird nun wieder verschlossen, der Herd wird stärker erhitzt und zusätzlich wird ein Gebläse eingehängt. Wenn das Blei zu sprudeln beginnt (Treiben) wird das Glättloch wieder geöffnet und die schwarz erscheinende Glätte (Abstrich) wird abgezogen. Sie enthält neben Antimon und Kupfer einen hohen Anteil an Silber. Nun wird der Herd mit einer gleichmäßigen Wärmezufuhr und zusätzlichem Luftstrom versorgt. Zuletzt wird das Feuer verstärkt und die sehr silberreiche Glätte wird separat gesammelt.